# Éric Renaut
Éric Renault es un exfutbolista profesional de nacionalidad francesa, nació el 11 de abril de 1954 en Saint-Germain-en-Laye. Jugó en posición de defensa central y centrocampista, su etapa como futbolista se desarrolló entre 1970 y 1989.

## Carrera Futbolística
- 1972-1975 : Paris SG
- 1975-1976 : FC Sochaux
- 1976-1982 : Paris SG
- 1982-1986 : RC Paris
- 1986-1987 : FC Sète
- 1987-1989 : Red Star

- Datos: Q3591331